# Giovanni Emanuele di Castiglia
Don Giovanni Emanuele di Castiglia (Don Juan Manuel in castigliano, dominus Joannes Emmanuelis in latino; Escalona, 5 maggio 1282 – Cordova, 13 giugno 1348) è stato un politico e scrittore spagnolo in lingua castigliana.
Fu signore di Villena, di Escalona e di Peñafiel, dal 1283 alla sua morte.

## Origine
Secondo il Chronicon Domini Joannis Emmanuelis Giovanni Emanuele era figlio dell'Infante di Castiglia don Manuel (Dns Joannes, filius Dni Emmanuelis), signore di Villena, di Escalona e di Peñafiel (1234-1283) e di Beatrice di Savoia (Comitissa, mater Dni Joannis) (†1292), che, secondo lo storico francese, Samuel Guichenon, nel suo Histoire généalogique de la royale maison de Savoie, era figlia di Amedeo IV, Conte di Savoia, d'Aosta e di Moriana, e della sua seconda moglie, Cecilia del Balzo.

Manuele, come riportano sia il Diccionario biográfico español, Real Academia de la Historia, che il Nobiliario del Conde de Barcelos Don Pedro, era il figlio maschio ultimogenito del re di Castiglia, Ferdinando III e della sua prima moglie Beatrice di Svevia, che, come riportano sia gli Annales Marbacenses era figlia del duca di Svevia e re di Germania, Filippo di Svevia (1179-1208, e di Irene Angelo (1181-1208), che secondo il Nicetae Choniatae Historia era figlia dell'imperatore di Costantinopoli, Isacco II Angelo e della prima moglie, Irene Tornikaina (ex priore coniuge libera susceptis, filiabus duabus et uno filio.... alteram" married "Siciliam regis Tangris filio), forse della famiglia dei Paleologi).

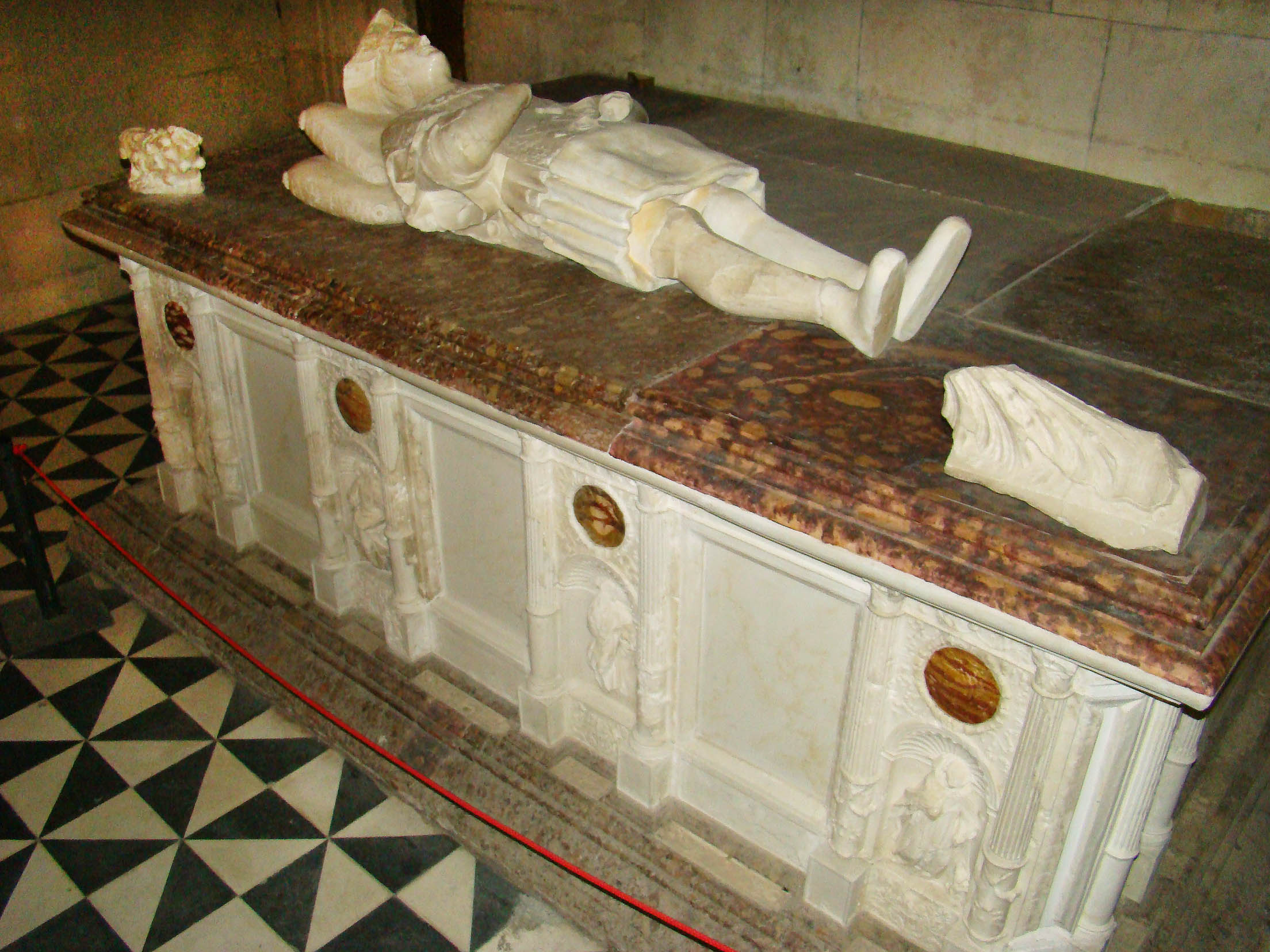
Cenotafio di don Juan Manuel, señor de Belmonte. Convento di San Paolo di Peñafiel.

## Biografia
Il Chronicon Domini Joannis Emmanuelis registra, nel maggio 1282, a Escalona, la nascita di Giovanni Emanuele, figlio di don Emanuele (Dns Joannes, filius Dni Emmanuelis in Escalona).
Suo padre, Manuele, come riporta il Chronicon Domini Joannis Emmanuelis morì a Peñafiel, il 25 Dicembre 1283 (Era MCCCXXi Infans Dns Emmanuel in Penna-fideli, in mense Decembris) e Giovanni Emanuele gl succedette come Signore di Villena, Escalona, Alarcón, Elche, Peñafiel, Cartagena, Lorca, Castillo del Garci-Múñoz, Alcocer, Salmerón, Valdeolivas, Cuéllar e Almenara.
Nel gennaio del 1300, dopo che il contratto era stato siglato a Perpignano, il 21 novembre 1299, Giovanni Emanuele, a Requena, sposò Isabella di Maiorca (Era M.CCC.XXXVIII, contraxit Dns Joannes cum Infantissa Dna Elisabeth filia Regis Majoricarum, in Requena) (1280-1301), che secondo la Crónica de San Juan de la Peña era figlia del re di Maiorca, conte di Rossiglione e di Cerdagna e signore di Montpellier Giacomo II (la primera huvo nombre Isabel qui fue muller de Don Johan Manuel), e di Esclarmonde di Foix.; Isabella morì nel 1301 (Eodem Era obiit Dna Infantissa in Escalona). 

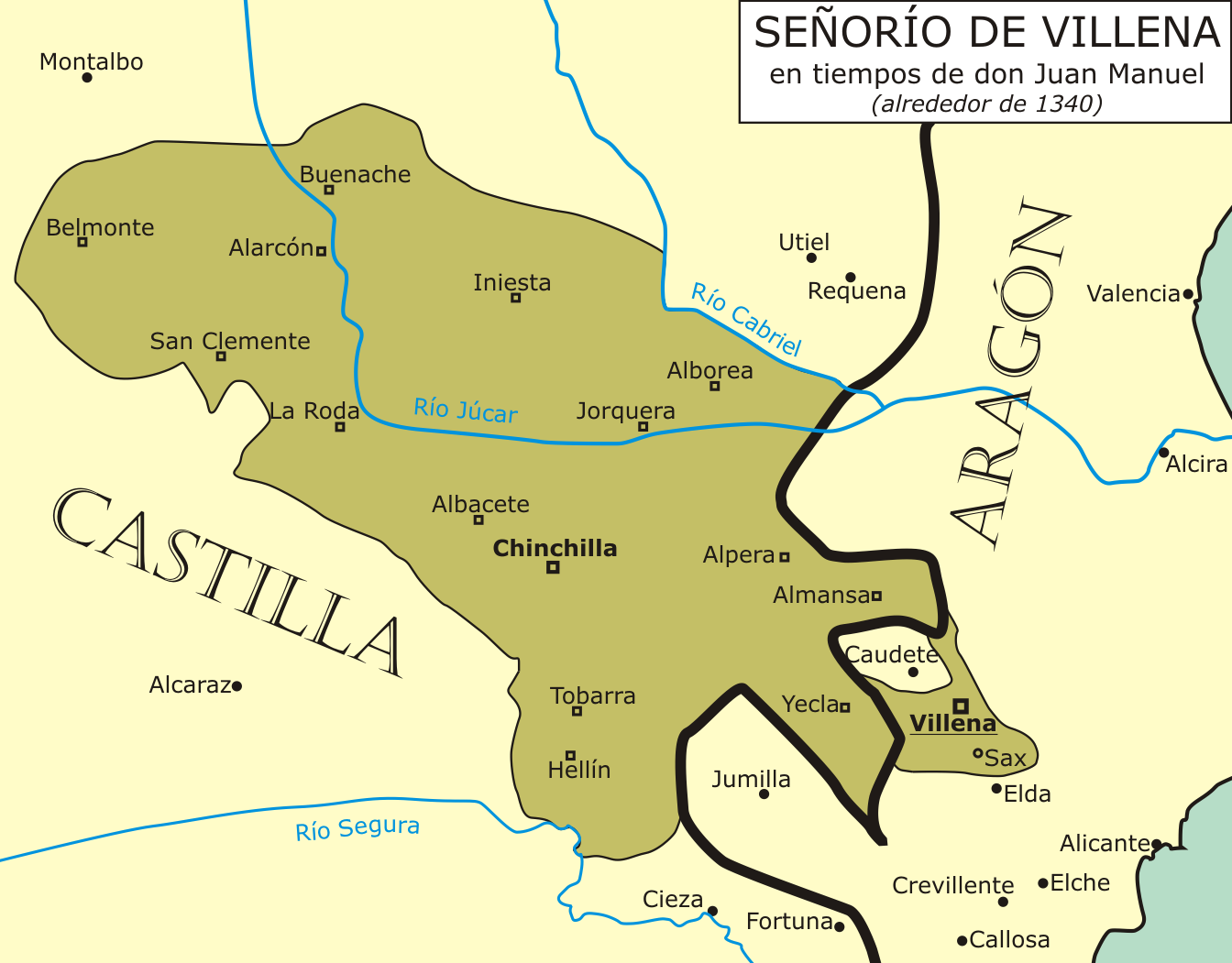
La signoria di Villena nel 1340.

Secondo il Chronicon Domini Joannis Emmanuelis, nel 1306, il re di Castiglia e León Ferdinando IV concesse a Giovanni Emanuele il feudo di Aymesta e la conferma del feudo di Alarcón e, nel 1307 iniziò la costruzione delle mura di Peñafiel (Era M.CCC.XLV, incepit Dns Joannes murare Pennam-fidelem).
Giovanni Emanuele divenne maggiordomo maggiore del re Ferdinando IV, il 25 marzo del 1311, mantenendo la sua carica anche con il nuovo re, Alfonso XI, fino al 1º marzo 1314.. 
Dopo che, secondo il Diccionario biográfico español, Real Academia de la Historia, aveva contratto l'impegno di matrimonio nel 1306, il 2 aprile 1312, a Xàtiva, Giovanni Emanuele aveva sposato Costanza d'Aragona (Era M.CCC.L. contraxit Dns Joannes cum Infantissa Dna Constantia in Xativa) (1300-1327), che secondo la Crónica de San Juan de la Peña era figlia del re d'Aragona e di Valencia, Conte di Barcellona e delle altre contee catalane Giacomo II il Giusto (la segunda Doña Costança et fue muller de Don Johan filio del infant Don Manuel) e di Bianca di Napoli, figlia del re di Napoli Carlo lo Zoppo e di Maria Arpad d'Ungheria, figlia - forse primogenita - di Stefano V d'Ungheria e di sua moglie, la regina Elisabetta la Cumana..
Il 28 novembre 1325, a Valladolid, Giovanni Emanuele sposò la figlia Costanza Manuel, ancora bambina, di circa due anni, al non ancora maggiorenne re di Castiglia e León Alfonso XI.

Data la giovanissima età della sposa il matrimonio non fu consumato e, dopo essere divenuto maggiorenne, nel 1327 la relegò nel castello della città di Toro e fece in modo che il matrimonio nello stesso anno fosse dichiarato nullo e la ripudiò. Dopo che la figlia era stata ripudiata, Giovanni Emanuele guidò alcune sollevazioni contro Alfonso XI, ottenendo il titolo di duca, la facoltà de battere moneta e un incremento delle sue rendite da 400.000 a 600.000 Maravedí, come riporta La web de las biografias.

Giovanni Emanuele fu il maggiore feudatario ai confini dell'Andalusia e del regno di Murcia..
Nel 1328 Alfonso XI si era sposato con Maria di Portogallo, figlia del re del Portogallo Alfonso IV e della regina Beatrice di Castiglia e nel contempo concordò, con il consenso di Giovanni Emanuele, il matrimonio della stessa Costanza, sua ex moglie, con il fratello di Maria, l'erede al trono del Portogallo, Pietro, che aveva circa la stessa età di Costanza..
Giovanni Emanuele, che nell'agosto del 1327 era rimasto vedovo per la seconda volta, nel gennaio del 1329, a Lerma, si sposò, per la terza volta, con Bianca de la Cerda (Eodem mensem contraxit Dns Joannes cum Dna Blanca, filia Dni Fernandi in Lerma) (1311-1347), come riporta anche il Nobiliario del Conde de Barcelos Don Pedro, figlia di Fernando de la Cerda (1272-1333) e di Giovanna Núñez di Lara (1286-1351), detta la Palomilla figlia di Giovanni Núñez di Lara, detta il Gordo, signore di Lara e sovrano di Biscaglia e di Teresa Álvarez de Azagra Signora di Albarracín
Giovanni Emanuele morì a Cordova il 13 giugno 1348 e fu tumulato a Peñafiel, nel convento di San Paolo, dover furono conservate le sue opere; nei suoi titoli gli succedette il figlio Fernando.

## Le Opere
Libro del Conte Lucanor.

L'opera è composta da 50 racconti o favole didascaliche, alcuni originali e la maggior parte ispirati ad altri racconti noti, come Sendebar, Calila e Dimna o quello importante che fu Disciplina clericalis per tutta Europa; Il secondo blocco è costituito da un insieme di proverbi o detti, con tre serie di cento, cinquanta e trenta in ordine di difficoltà, dal meno al più grande; Alla fine, don Juan Manuel aggiunge un trattato. Di struttura molto semplice, la prima sezione si basa sui dialoghi tra il conte Lucanor e il suo tutore Patronio, al quale chiede consiglio e che glielo fornisce sotto forma di "esempio" o narrazione romanzesca.
Don Juan Manuel compose altre opere, di cui abbiamo notizia grazie alla relazione che lui stesso ci fornisce; Da ciò si possono dedurre perdite gravi e irreparabili per la storia della letteratura spagnola.

Nel 1326 Don Juan Manuel scrisse il Libro degli Stati, di carattere didattico, e nel 1330 scrisse il Libro del Cavaliere e dello Scudiero e il Libro delle Armi. Don Juan Manuel si inserisce nella disputa sorta nell'Occidente cristiano su quale potere prevalga sulla terra: il papato, simbolo del potere spirituale o divino, o l'impero, supremo potere temporale. Inoltre, analizza le diverse classi sociali e ne definisce i diversi compiti e doveri.
La prosa in castigliano ha origine da Alfonso X il Saggio, ma in realtà il primo vero scrittore di prosa fu suo nipote Don Juan Manuel.

Don Juan Manuel, signore di Villena, fu uno dei principali rappresentanti della prosa medioevale di narrativa, principalmente grazie alla sua opera El Conde Lucanor, una raccolta di racconti moralizzanti (exempla) che si mescolano con varie modalità di Letteratura sapiente medioevale spagnola e Libro de los estados.
Juan Manuel è il primo autore spagnolo che ci ha lasciato la sua effigie in un ritratto nella Cattedrale di Murcia, accompagnato dalla figlia Juana; Il dipinto è di Barnaba da Modena.

## Discendenza
Don Manuel non ebbe figli dalla prima moglie, Isabella, ne ebbe due dalla seconda, Costanza d'Aragona, due dalla terza, Bianca de La Cerda y Lara; inoltre ne ebbe due dall'amante Inés de Castañeda ed altrettanti da un'altra amante di cui non si conoscono né il nome né gli ascendenti.
Da Costanza d'Aragona ebbe:
- Costanza di Peñafiel (circa 1323-1345), andata sposa ad Alfonso XI di Castiglia e successivamente al principe ereditario Pietro del Portogallo (futuro Pietro I)[28];
- Beatrice (circa 1325 –morta infante);

Da Bianca de La Cerda y Lara ebbe:
- Fernando[31] († circa 1350), signore di Escalona, Penafiel e Villena[28], che sposò nel 1346 Giovanna di Ampurias, figlia di Raimondo Berengario d'Aragona (1308-1364), conte prima di Prades e poi, dopo lo scambio con il fratello Pietro, conte di Empúries.[32] Dalla coppia nacque:
  - Bianca Manuel (circa 1348-1361), signora di Villena, Escalona e Penafiel fino al 1361 ed erede della famiglia Lara, per questo osteggiata dal re di Aragona, Pietro IV.
- Giovanna (1339-1381), che nel 1350 sposò Enrico II di Castiglia (1333-1379) divenendo così Regina di Castiglia.

Dall'amante Inés de Castañeda ebbe:
- Sancho, feudatario in Murcia
- Enrico, Conte di Sintra e Cea, signore di Cascais, Conte di Montalegre e Signore di Meneses, da cui discese Giovanna Manuel, amante del re del Portogallo Edoardo I.

Dall'altra sconosciuta amante ebbe:
- Guiomar Manuel de Villena
- Giovanna Manuel de Villena

## Ascendenza
|                                |                     |                         | Genitori                  |  |  | Nonni |  |  | Bisnonni           |  |  | Trisnonni             |  |
|                                |                     |                         |                           |  |  |       |  |  | Alfonso IX di León |  |  | Ferdinando II di León |  |
|                                |                     |                         |                           |  |  |       |  |  | Alfonso IX di León |  |  | Ferdinando II di León |  |
|                                |                     | Urraca del Portogallo   |                           |  |  |       |  |  | Alfonso IX di León |  |  |                       |  |
| Ferdinando III di Castiglia    |                     |                         |                           |  |  |       |  |  | Alfonso IX di León |  |  |                       |  |
|                                |                     | Berenguela di Castiglia | Alfonso VIII di Castiglia |  |  |       |  |  |                    |  |  |                       |  |
|                                |                     | Berenguela di Castiglia | Alfonso VIII di Castiglia |  |  |       |  |  |                    |  |  |                       |  |
|                                |                     | Berenguela di Castiglia | Eleonora d'Inghilterra    |  |  |       |  |  |                    |  |  |                       |  |
| Manuele di Castiglia           |                     | Berenguela di Castiglia |                           |  |  |       |  |  |                    |  |  |                       |  |
|                                |                     | Filippo di Svevia       | Federico Barbarossa       |  |  |       |  |  |                    |  |  |                       |  |
|                                |                     | Filippo di Svevia       | Federico Barbarossa       |  |  |       |  |  |                    |  |  |                       |  |
|                                |                     | Filippo di Svevia       | Beatrice di Borgogna      |  |  |       |  |  |                    |  |  |                       |  |
| Beatrice di Svevia             |                     | Filippo di Svevia       |                           |  |  |       |  |  |                    |  |  |                       |  |
|                                |                     | Irene Angela            | Isacco II Angelo          |  |  |       |  |  |                    |  |  |                       |  |
|                                |                     | Irene Angela            | Isacco II Angelo          |  |  |       |  |  |                    |  |  |                       |  |
|                                |                     | Irene Angela            | Irene Tornikaine          |  |  |       |  |  |                    |  |  |                       |  |
| Giovanni Emanuele di Castiglia |                     | Irene Angela            |                           |  |  |       |  |  |                    |  |  |                       |  |
|                                | Tommaso I di Savoia | Umberto III di Savoia   |                           |  |  |       |  |  |                    |  |  |                       |  |
|                                | Tommaso I di Savoia | Umberto III di Savoia   |                           |  |  |       |  |  |                    |  |  |                       |  |
|                                | Tommaso I di Savoia | Beatrice di Mâcon       |                           |  |  |       |  |  |                    |  |  |                       |  |
| Amedeo IV di Savoia            | Tommaso I di Savoia |                         |                           |  |  |       |  |  |                    |  |  |                       |  |
|                                |                     | Margherita di Ginevra   | Guglielmo I di Ginevra    |  |  |       |  |  |                    |  |  |                       |  |
|                                |                     | Margherita di Ginevra   | Guglielmo I di Ginevra    |  |  |       |  |  |                    |  |  |                       |  |
|                                |                     | Margherita di Ginevra   | Beatrice di Faucigny      |  |  |       |  |  |                    |  |  |                       |  |
| Beatrice di Savoia             |                     | Margherita di Ginevra   |                           |  |  |       |  |  |                    |  |  |                       |  |
|                                |                     | Barral di Baux          | Ugo III di Baux           |  |  |       |  |  |                    |  |  |                       |  |
|                                |                     | Barral di Baux          | Ugo III di Baux           |  |  |       |  |  |                    |  |  |                       |  |
|                                |                     | Barral di Baux          | Barrale de Marsiglia      |  |  |       |  |  |                    |  |  |                       |  |
| Cecilia del Balzo              |                     | Barral di Baux          |                           |  |  |       |  |  |                    |  |  |                       |  |
|                                |                     | Sibilla d'Anduze        | Pietro Boemondo d'Anduze  |  |  |       |  |  |                    |  |  |                       |  |
|                                |                     | Sibilla d'Anduze        | Pietro Boemondo d'Anduze  |  |  |       |  |  |                    |  |  |                       |  |
|                                |                     | Sibilla d'Anduze        | Costanza di Tolosa        |  |  |       |  |  |                    |  |  |                       |  |
|                                |                     | Sibilla d'Anduze        |                           |  |  |       |  |  |                    |  |  |                       |  |

### Fonti primarie
- (LA)  Monumenta Germaniae Historica, Scriptores, tomus XVII.
- (LA)  Monumenta Germaniae Historica, Scriptores, tomus XXIII.
- (LA)  (ES)  #ES España sagrada, Volume 23.
- (LA)  #ES España sagrada, Volume 2.
- (LA)  #ES Nicetae Choniatae Historia.
- (ES)  #ES Crónica de San Juan de la Peña

### Letteratura storiografica
- Rafael Altamira, "La Spagna (1031-1248)", in Storia del mondo medievale, vol. V, 1999, pp. 865–896
- (PT)  Nobiliario del Conde de Barcelos Don Pedro, Hijo del Rey Don Dionisio, Reyes de Portugal
- (ES) Crónica latina de los reyes de Castilla.
- (FR)  Histoire généalogique de la royale maison de Savoie, justifiée par titres, ..di Guichenon, Samuel
- (FR)  Histoire Générale de Languedoc avec des Notes, Tome V.